# Le Courrier de l'Eure
Le Courrier de l'Eure est un journal hebdomadaire local français diffusé tous les mercredis dans le département de l'Eure.
Il couvre les cantons du Neubourg où il a son siège, de Brionne, Beaumont-le-Roger, Conches, Bourgtheroulde, Amfreville-la-Campagne, Routot, Montfort-sur-Risle et Louviers.

## Histoire
Le premier numéro du journal Le Courrier de l'Eure (Le Courrier du Plateau du Neubourg et du Pays d'Ouche) est publié le mercredi 7 février 1945 sous ce titre. Mais les origines du journal sont bien plus anciennes. Ernest Dumont le dirigea pendant plus d'une demi-siècle, de 1903 à 1961.
Il attribue la création du titre à l'imprimeur Charles Branchard dans sa biographie. « En 1875, M. Branchard installe une petite imprimerie rue Guilbert au Neubourg. Épris des nouvelles idées, le bon typographe était venu avec l'intention de fonder un journal républicain dans la ville de Dupont de l'Eure ». Le 25 avril 1877, il lance donc une feuille sous le titre « La Mercuriale du Neubourg » qui devient « Le Journal du Neubourg » le 1er janvier 1879. « Il défendit courageusement les institutions républicaines contre les bonapartistes, royalistes et tous les réactionnaires de cette époque », salue Ernest Dumont.
« Le Journal du Neubourg qui paraît une fois par semaine -déjà le mercredi, jour de marché- tire à 2000 exemplaires », écrit le commissaire de police du Neubourg en avril 1897, dans un courrier adressé au sous-préfet, pour lui annoncer l'arrivée de Paul Bouvard à la direction.
Ernest Dumont reprend le flambeau six ans plus tard. Le siège du journal est alors installé rue Dupont-de-l'Eure. Le Journal du Neubourg va essaimer dans les cantons voisins. En 1927, Ernest Dumont imprime aussi Le Progrès de Conches, Le Journal de Brionne, L'Echo de Beaumont-le-Roger, Le Journal de Bourgtheroulde, Le Journal de Montfort-sur-Risle, L'Avenir de Saint-Georges-du-Vièvre et Le Progrès de Routot.
Le groupe Hersant prend le contrôle du Courrier de l'Eure en 1973. Le journal fermera ses deux éditions de Pont-Audemer, puis de Louviers, pour ne conserver que son fief historique du Neubourg. Il a rejoint le groupe Publihebdos en octobre 2007.